# Маннхаймер, Макс
Макс Маннхаймер (нем. Max Mannheimer; 6 февраля 1920, Нови-Йичин, Первая Чехословацкая Республика — 23 сентября 2016, Мюнхен, Германия) — немецкий общественный деятель, мемуарист и художник еврейского происхождения. Маннхаймер пережил заключение в концлагерях Освенцим и Дахау, где потерял почти всю семью. В дальнейшем он занимался просвещением о Холокосте и борьбой с антисемитизмом и правым экстремизмом, написал две автобиографии. Был удостоен ряда наград за свою деятельность, в том числе Ордена Почётного легиона и Ордена «За заслуги перед Федеративной Республикой Германия».

## Биография

### Юность
Макс Маннхаймер родился в 1920 году в городе Нойтитшайн (ныне Нови-Йичин) в Северной Моравии. Он был старшим ребёнком в семье торговцев немецкого и еврейского происхождения. Его отец Якоб Лейба Маннхaймер был родом из Польши, мать Маргарита, урождённая Гельб, из города Угерски-Брод. У него было трое братьев Эрих, Эрнст и Эдгар, а также сестра Катарина.
Макс посещал школу торговли в 1934—1936 годах. В 1936 году устроился на работу в магазин фирмы J. Schön & Co в городе Зноймо.
В октябре 1938 года произошла аннексия Судет, в результате чего Северная Моравия стала частью Третьего рейха. В Германии в это время шло массовое преследование евреев. 9-10 ноября 1938 года во время серии еврейских погромов, известных как «хрустальная ночь», были убиты или ранены тысячи евреев, а также разрушено множество еврейских домов, магазинов, школ, больниц и синагог. Волна погромов дошла и до Моравии. 18-летний Макс и его отец были помещены под так называемый «защитный арест». Макс вышел на свободу после того, как его мать солгала, что он несовершеннолетний. Отца отпустили в декабре с требованием немедленно покинуть Германию. После этого семья спешно уехала в январе 1939 года в родной город Маргариты Угерски-Брод.
Однако в скором времени территория Угерски-Брода также оказалось под контролем Германии. Здесь начали действовать нюрнбергские расовые законы, направленные на дискриминацию еврейского населения. Макс работал на строительстве дорог, так как евреям дозволялось заниматься лишь физическим трудом. В 1940 году он познакомился с Евой Бок, в сентябре 1942 года они поженились в надежде остаться вместе после надвигающейся депортации в концентрационный лагерь Терезиенштадт.

### Заключение в концлагерях
В начале 1942 года брат Макса Эрих был депортирован в концлагерь в городе Брно. 27 января в Терезиенштадт были отправлены все остальные члены семьи Маннхаймеров. 2 февраля их перевезли в Освенцим. Родителей Макса в тот же день отправили в газовую камеру. 23 февраля так же была убита его 15-летняя сестра Катарина. Братьев первоначально оставили в живых для сельскохозяйственных работ. Однако вскоре Эрнст заболел и также был отправлен в газовую камеру. Жена Макса Ева и брат Эрих тоже погибли в концлагерях. Из всей семьи заключение пережили лишь Макс и Эдгар. В октябре 1943 года их отправили для погрузки щебня в варшавское гетто.
В июле 1944 года Маннхаймеры были отправлены маршем смерти в Дахау. Они прибыли в концлагерь 6 августа. После трёх недель в карантине Макс был отправлен в филиал Дахау Аллах и был определён на работу на фабрику концерна BMW. В Аллахе ему приходилось перевозить тела других заключённых в крематорий. В 1945 году его перевели в Мюльдорф, где он смог воссоединиться с Эдгаром. Вскоре Макс заболел брюшным тифом и попал в лагерную больницу. 28 апреля 1945 года узников Мюльдорфа попытались увезти вглубь Германии на поезде, опасаясь прихода союзных войск. Однако 30 апреля американские войска освободили всех находившихся на поезде заключённых в Зесхаупте. На тот момент Макс был сильно истощён и весил всего 34 кг.

### Дальнейшая судьба и общественная деятельность
После выхода из лазарета Маннхаймер поклялся никогда не возвращаться в Германию. Тем не менее, вскоре он познакомился с немкой Эльфридой Айзельт, которая была участницей движения Сопротивления в годы войны. Они поженились, после чего в 1946 году вместе переехали в Мюнхен. У них родилась дочь Ева. Эльфрида умерла от рака в 1964 году. После этого Маннхаймер женился в третий раз в 1965 году на гражданке США Грейс Франзен. От этого брака у него был сын Эрнст. Маннхаймер проживал в коммуне Хар около Мюнхена. Он работал торговцем. В 1950-х годах он начал писать картины под именем ben jakov (сын Якова) в память об отце.
Много лет после освобождения Маннхаймер хранил молчание о пережитом. Потеря почти всей семьи стала для него тяжёлым ударом. В 1985 году он опубликовал статью в Dachauer Hefte о своём заключении в концлагерях. В 1986 году во время поездки в США Маннхаймер увидел нацистскую свастику и испытал сильный нервный срыв. С тех пор он посвятил жизнь борьбе с антисемитизмом и правым радикализмом, а также сохранению памяти о Холокосте. Он начал проводить экскурсии по мемориальному комплексу концлагеря Дахау. В 2013 году он пригласил канцлера Ангелу Меркель посетить комплекс. Канцлер прочла речь на месте бывшего концлагеря, где лично обратилась к Маннхаймеру. По воспоминаниям журналиста Владимира Познера, Маннхаймер «работал экспонатом» в мемориальном комплексе.
Маннхаймер скончался в 2016 году в возрасте 96 лет. Меркель выразила скорбь и высоко оценила деятельность покойного Маннхаймера по сохранению памяти о Холокосте.
В память о Маннхаймере были названы улицы в нескольких немецких городах. В 2010 году учебный центр Dachau Jugendgästehaus был назван в честь него. Также о нём был снят документальный фильм «Белая ворона» (нем. Der weiße Rabe) в 2009 году.

## Награды
Маннхаймер был удостоен ряда наград, в том числе
- Офицер ордена Почётного легиона (1993)
- Премия имени Вальдемара фон Кнерингена (1994)
- Почётный доктор Мюнхенского университета (2000)
- Oberbayerischer Kulturpreis (2005)
- Премия имени Вильгельма Хёгнера (2008)
- Орден «За заслуги перед Федеративной Республикой Германия» (2012)